# Cemitério Ecumênico João XXIII
O Cemitério Ecumênico João XXIII é um cemitério localizado na cidade brasileira de Porto Alegre.
Inaugurado em ato público, no dia 27 de abril de 1972, o cemitério ocupa o antigo Estádio da Montanha do Esporte Clube Cruzeiro. Desde 16 de março de 1993 é mantido e administrado pela Associação Cristã de Moços do Rio Grande do Sul. Está localizado na avenida Natal, nº 60, no bairro Medianeira.

## Pessoas famosas enterradas
- Jayme Caetano Braun (1924--1999), Payador
- Carlos da Silva Santos (1904–1989), político
- Nico Fagundes (1934–2015), tradicionalista
- Everaldo Marques da Silva (1944–1974), futebolista
- José Lewgoy (1920–2003), ator
- Vinícius Gageiro Marques (1989-2006), músico
- Jorge Camargo (1955–1988), músico
- Júpiter Maçã (1968–2015), músico
- Paulo Sant'Ana (1939–2017), jornalista[3]
- Osmar Fortes  Barcelos"Tesourinha" (1921--1979),  futebolista
- Gessy Lima Cureau (1935--1989), futebolista
- Airton Ferreira  da Silva (1934--2012), futebolista
- Luiz Carlos Machado "Escurinho" (1950--2011), futebolista
- Julio Zanotta (1950--2024), dramaturgo